# Adolf Szyszko-Bohusz

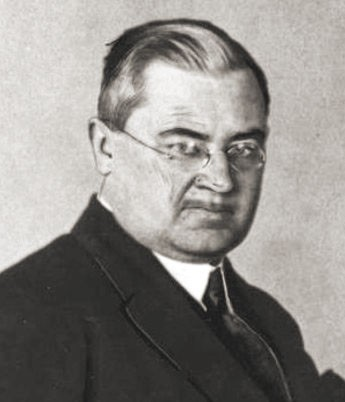
Adolf Szyszko-Bohusz (vor 1927)

Adolf Szyszko-Bohusz (* 1. September 1883 in Narwa; † 1. Oktober 1948 in Krakau) war ein polnischer Architekt, Hochschullehrer und Denkmalpfleger.

## Leben
Nach Studien in St. Petersburg (1902–1909) und beruflicher Tätigkeit in Deutschland und Österreich-Ungarn wurde Szyszko-Bohusz 1913 ans Polytechnikum in Lemberg berufen. Von 1924 bis 1929 war er Rektor der Kunstakademie in Krakau, 1932–1939 Professor am Polytechnikum in Warschau.
Szyszko-Bohusz war in der Zwischenkriegszeit führend bei der Restaurierung und Umgestaltung des Krakauer Wawel und des Warschauer Königsschlosses sowie des Łazienki-Palastes beteiligt, er plante auch die Präsidentenresidenz Mościckis und andere größere Gebäude in Krakau und Tschenstochau. Die Architektur von Szyszko-Bohusz orientierte sich stark an Elementen der Tradition und versuchte, harmonische Ensembles von Alt und Neu zu gestalten, nahm allerdings auch moderne  Stilelemente der Sachlichkeit auf. Seine Villa in Przegorzały über der Weichsel wurde 1939 bis 1944 unter dem Namen „Schloss Wartenberg“ als eine der Residenzen von Hans Frank, dem später als Kriegsverbrecher hingerichteten Leiter des NS-Generalgouvernements, verwendet und dient heute Zwecken der Universität Krakau.